# ジョージー・オールド
ジョージー・オールド（Georgie Auld、1919年5月19日 - 1990年1月8日）は、ジャズ・テナーサックス奏者、クラリネット奏者、バンドリーダー。

## 略歴

### 生い立ち
オールドはカナダのトロントで「ジョン・アルトヴェルガー (John Altwerger)」として生まれ、1929年にニューヨークのブルックリンに引っ越した。家族がカナダを離れる前に、オールドの両親は彼にサックスを渡し、彼がそれを自分で演奏するように教えた。

### キャリア
オールドは、バニー・ベリガン、アーティ・ショウ、ベニー・グッドマン、エロル・ガーナー、ディジー・ガレスピー、アル・ポルシーノ、ビリー・エクスタイン、タイニー・カーン、フランク・ロソリーノと共に演奏した。主にスウィングのサックス奏者であり、ビッグバンドのメンバーを務めたり、ジョージー・オールド・アンド・ヒズ・オーケストラや、ジョージー・オールド・アンド・ヒズ・ハリウッド・オール・スターズを含むビッグバンドを率いていた。1959年、アラン・フリードのために仕事をしている間、ロックンロールを演奏した。
1949年、オールドはブロードウェイのエセル・バリモア劇場における『The Rat Race』でカールを演じた。1952年に、映画『The Marrying Kind』で小さな役を受け持った。1977年、ライザ・ミネリとロバート・デ・ニーロが主演する映画『ニューヨーク・ニューヨーク』ではバンドリーダーを演じ、映画の技術コンサルタントも務めた。

### その死
オールドは、1990年1月8日にカリフォルニア州パームスプリングスにて70歳で亡くなった。

## ディスコグラフィ

### リーダー・アルバム
- Misty (1955年、Coral)
- I've Got You Under My Skin (1955年、Coral)
- Smoke Gets in Your Eyes (1955年、Coral)
- Lullaby of Broadway (1956年、Coral)
- Georgie Auld and His All Star Orchestra (1956年、Allegro)
- In the Land of Hi-Fi (1956年、EmArcy/Mercury)
- Dancing in the Land of Hi-Fi (1956年、EmArcy/Mercury)
- 『サックス・ゴーン・ラテン』 - Sax Gone Latin (1958年、Capitol)
- 『ベスト・オブ・ジョージー・オールド』 - Manhattan with Strings (1959年、United Artists)
- Georgie Auld Plays for Melancholy Babies (1959年、ABC-Paramount)
- The Melody Lingers On (1959年、Top Rank)
- Hawaii On the Rocks (1959年、Jaro)
- The Georgie Auld Quintet Plays the Winners (1963年、Philips)
- Here's to the Losers (1963年、Philips)
- 『日本のジョージ・オールド』 - In Japan (1964年、Columbia)
- By George! (1981年、Swing House)
- 『ホメイジ』 - Homage (1982年、Xanadu)

### 参加アルバム
- マイク・ブライアン : Mike Bryan and His Sextet in Concert (1962年、Storyville)
- マイク・ブライアン : Mike Bryan Sextet (1981年、Storyville)
- チャーリー・クリスチャン : With the Benny Goodman Sextet and Orchestra (1955年、Columbia)
- アレクサンダー・カレッジ : Hot Rod Rumble (1957年、Liberty)
- バディ・デフランコ : 『プレイズ・ベニー・グッドマン』 - Buddy DeFranco Plays Benny Goodman (1957年、Verve)
- バディ・デフランコ : 『ホーリー・キャッツ』 - Wholly Cats (1957年、Verve)
- バディ・デフランコ : 『クローズド・セッション』 - Closed Session (1979年、Verve)
- メイナード・ファーガソン : Maynard Ferguson and His Octet (1955年、Emarcy)
- メイナード・ファーガソン : 『アラウンド・ザ・ホーン』 - Around the Horn with Maynard Ferguson (1956年、Emarcy)
- フォー・フレッシュメン : Four Freshmen and Five Saxes (1957年、Capitol)
- エラ・フィッツジェラルド : 30 by Ella (1968年、Capitol)
- ベニー・グッドマン : Fletcher Henderson Arrangements (1953年、Columbia)
- ジャック・ケイン : Kane Is Able (1958年、Coral)
- バーニー・ケッセル : 『トゥ・スウィング・オア・ノット』 - Vol. 3: To Swing or Not to Swing (1955年、Contemporary)
- スティーヴ・ローレンス : 『スイング・ソフトリー・ウィズ・ミー』 - Swing Softly with Me (1959年、ABC-Paramount)
- モダネアーズ : Modern Aires by the Modernaires (1956年、Coral)
- クラウス・オガーマン : Sounds for Sick? People (1960年、Shell)
- パティ・ペイジ : 『パティ・ペイジ・イン・ザ・ランド・オブ・ハイファイ』 - In the Land of Hi-Fi (1956年、Emarcy)
- スー・レイニー : 『ハッピネス・イズ・ア・ウォーム・スー・レイニー』 - Happiness Is a Warm Sue Raney (1964年、Philips)
- バディ・リッチ : The Swinging Buddy Rich (1957年、Verve)
- ダイアナ・ロス : 『ビリー・ホリデイ物語』 - Lady Sings the Blues (1972年、Motown)
- アーティ・ショウ : In the Blue Room/in the Cafe Rouge (1961年、RCA Victor)
- ジェリ・サザーン : 『サザーン・ブリーズ』 - Southern Breeze (1958年、Roulette)
- ダン・テリー : Lonely Place (1969年、Happy Tiger)
- メル・トーメ : 『メル・トーメの素敵な世界 (ジャズは高鳴る)』 - A Day in the Life of Bonnie and Clyde (1968年、Liberty)
- ダイナ・ワシントン : Dinah! (1956年、Emarcy)
- キティ・ホワイト : 『ニュー・ヴォイス・イン・ジャズ』 - A New Voice in Jazz (1955年、Emarcy)